# Ratowice (województwo dolnośląskie)
Ratowice (niem. Rattwitz) – wieś w Polsce położona w województwie dolnośląskim, w powiecie wrocławskim, w gminie Czernica.
W latach 1809–1824 pracujący jako nauczyciel w ratowickiej szkole Baltazar Działas ułożył z inspiracji Jerzego Samuela Bandtkiego słownik dialektu dolnośląskiego, pt. „Zbiór wyrazów szląsko-polskich”, przechowywany obecnie w Bibliotece Jagiellońskiej.

## Podział administracyjny
W latach 1975–1998 miejscowość położona była w województwie wrocławskim.

## Geografia
Miejscowość Ratowice znajduje się we wschodniej części powiatu wrocławskiego i południowo-wschodniej części gminy Czernica. Położona jest przy drodze wojewódzkiej nr 455. Leży na obszarze południowego układu przestrzennego sieci osiedleńczej gminy Czernica pełniącego funkcję zaplecza mieszkaniowego dla Wrocławia i Jelcza-Laskowic. Przez jej obszar przepływa rzeka Odra.